# 다카쓰카사 아쓰코
다카쓰카사 아쓰코(일본어: 鷹司 任子 たかつかさ あつこ[*], 분세이 6년 11월 15일 (1823년 10월 8일) - 가에이 원년 6월 10일 (1848년 7월 10일))는 훗날 에도 막부 13대 쇼군 도쿠가와 이에사다가 아직 이에사치의 이름을 쓰던 쇼군 세자 시절에 맞이한 최초의 고렌쥬 (정실)이다.

## 인물
관백 다카쓰카사 마사히로의 23녀로, 오빠인 관백 다카쓰카사 마사미치의 양녀로 쇼군가로 시집갔다. 원호는 덴신인 (天親院)이다.
분세이 11년 (1828년) 11월 15일에 이에사치와 납채를 하고, 덴포 2년 (1831년) 9월 15일에 에도성 혼마루에 들어갔다. 덴포 12년 (1841년) 11월 6일에 니시고마루로 옮겼고, 11월 21일 (1842년 1월 2일)에 혼례를 치르고, 이후 "고렌쥬사마 (御簾中様)"로 불렸다.
가에이 원년 (1846년) 6월 10일, 천연두로 26세 (만 25세)로 사망했다. 조조지에 묻히고 종2위로 추증되었다. 계명은 천신원전유예자인지성대저 (天親院殿有誉慈仁智誠大姉)이다.
이에사치는 이듬해에 관백 이치조 다다요시의 14녀 히데코를 고렌쥬로 맞이했지만, 반년 남짓 후에 병을 얻어 히데코 역시 사망했다. 그 후, 쇼군직을 맡아 이에사다로 개명하고, 3년 뒤에 관백 고노에 다다히로의 양녀인 사쓰마번 출신 덴쇼인(아쓰히메)를 미다이도코로로 맞이했다.
『이세키 다카코 일기』에는 사실, 고카쿠 천황의 황녀로, 다카쓰카사가에 양녀로 간 것으로 되어있으나, 뒷받침하는 그 외의 사료는 없다.

## 관련 작품
- 『오오쿠』 (요시나가 후미) - 작품 안에서는 다카쓰카사 아쓰신(鷹司任親)으로 등장